# Аян-Узень
Аян-Узень (Аян-Озен, крим. Ayan Özen)  — невелика гірська річка на Південному березі Криму, в Ялтинському районі Автономної Республіки Крим.

## Опис
Довжина річки приблизно 7,55 км, найкоротша відстань між витоком і гирлом — 6,45  км, коефіцієнт звивистості річки — 1,55 . Формується багатьма струмками. У пригирловій частині річка повністю каналізована.

## Розташування
Бере початок на південному схилі гірського масиву Криму Бабуган-яйли на висоті 1100 метрів над рівнем моря. Тече переважно на південний схід через село Запрудне (колишнє Деґірменкой) і у селищі Партеніт впадає у Чорне море.
Населені пункти вздовж берегової смуги: Нижнє Запрудне.

## Цікавий факт
- У книзі Петер-Симон Паллас "НАБЛЮДЕНИЯ, СДЕЛАННЫЕ ВО ВРЕМЯ ПУТЕШЕСТВИЯ ПО ЮЖНЫМ НАМЕСТНИЧЕСТВАМ РУССКОГО ГОСУДАРСТВА

в 1793—1794 годах " про цю річку зазначено: 
| | \| Ручей Таката, в верхней части которого лежит большая, богатая садами деревня Дерменкой, течет в этой долине и впадает в море на широком побережье. Все садовые стены и дома Партенита построены из серого и черноватого трапповидного в изломе камня Аю-дага .[2] \| |
| Ручей Таката, в верхней части которого лежит большая, богатая садами деревня Дерменкой, течет в этой долине и впадает в море на широком побережье. Все садовые стены и дома Партенита построены из серого и черноватого трапповидного в изломе камня Аю-дага . | |

- У XIX столітті при селі Дегерменкой зазначені струмки: Хабе, Узень, Венет, Дегерменклера Узень[3].

- Між селом Запрудне та селищем Партеніт річку перетинає автошлях М18 — (Харків — Сімферополь — Алушта — Ялта) — автомобільний шлях міжнародного значення на території України.